# Carex larensis
Carex larensis är en halvgräsart som beskrevs av Julian Alfred Steyermark. Carex larensis ingår i släktet starrar, och familjen halvgräs. Inga underarter finns listade i Catalogue of Life.